# U-207号潜艇
U-207号（德語：U 207）是纳粹德国战争海军建造的568艘VII-C型潜艇（或称U艇）之一。它由基尔的日耳曼尼亚船厂承建，于1941年4月24日下水，至6月7日交付使用。第二次世界大战期间，该艇仅执行过一次巡逻作战，共击沉2艘英国商船，累积总吨位为9,727吨。1941年9月11日，U-207号在昂马沙利克东南方向的丹麦海峡遭英国驱逐舰利明顿号和老兵号共同以深水炸弹击沉，艇内41名官兵全数阵亡。

## 设计
VII-C型是VII级潜艇的第三次、也是最有价值的改进型。它搭载了被称为“S装置”的新式主动声呐系统，为了容纳这种新设备，VII-C型的艇体尺寸有所增加，并重新设计了压载水舱，在其两侧各增加了一个可提供储备浮力的小型浮舱，有利于潜艇完成快速下潜。U-207号的全长为67.10米，舷宽6.20米、并有4.74米的吃水深度，水上和水下排水量分别为769吨和871吨。该艇采用双轴设计，具有两副直径为1.23米的三叶螺旋桨。在机械系统方面，VII-C型艇也得到了升级：通过艇上配备的燃油过滤系统，柴油机润滑系统的使用受命得以延长，也为不同润滑剂在艇上机械设备上混合使用留足了余地。原先前型艇用于发射鱼雷和主压载舱吹除操作的电动空气压缩机则改为容克斯的柴动压缩机，从而减小了对艇上电气系统的依赖；此外，该型艇还装配了更为现代化的电力转换系统。动力由两台日耳曼尼亚生产的F46型六缸四冲程1,400匹公制馬力（1,000千瓦特）机械增压柴油机用于水面运行，以及两台AEG提供的GU 460/8-276型375匹公制馬力（280千瓦特）双作用电动发电机用于水下航行；水面最高航速17.7節（32.8每小時），水下7.6節（14.1每小時）；能够在水面以10節（19每小時）航速续航8,500海里（15,700），或以4節（7.4每小時）连续在水下航行80海里（150）而无需充电。
武器装备方面，U-207号装备有五具内置式鱼雷发射管——艇艏四具、艇艉一具。其艇艉的鱼雷发射管设计在耐压壳体内部、两片舵之间，鱼雷可以由此向外发射。在轮机舱甲板下方还配备了用于艇艉的鱼雷装填系统，耐压壳体与甲板室之间一前一后还设计有外置鱼雷贮存装置，因此U-207号可携带14枚G7型鱼雷。但不同于其它批次的C型艇，该艇不设水雷贮存及布设装置。此外，它还搭载有一门配备220发弹药的88毫米35式速射炮以及一门配备1,195发弹药20毫米30式高射炮作为甲板炮。其标准船员编制为4名军官及40－56名水兵。

## 历史
1939年10月16日，海军造舰局将U-207号的建造合同发包予基尔的日耳曼尼亚船厂，并自1940年8月14日开始铺设龙骨，建造序列为636。经过逾八个月的建造，它于1941年4月24日下水，至6月7日在前U-34号艇长、海军中尉弗里茨·迈尔的指挥下交付使用。完成海试后，该艇加入驻基尔的第7潜艇区舰队，先是在波罗的海进行战备训练，进而计划于1941年7月作为前线艇移驻德占法国的圣纳泽尔，却未能实现。与当时大多数德国U艇一样，U-207号在瞭望塔上漆有其主保城市魏玛的纹章作为艇徽，即一个白色盾牌上的卐字形十字架，盾牌下方写着城市名。此外，该艇也有自制的标记：一头踩踏着英国首相丘吉尔头颅的大象。这是由迈尔从U-34号带来。
完成战备训练后，迈尔率领U-207号于1941年8月24日从挪威的特隆赫姆启程执行首次巡逻，前往冰岛西南部和昂马沙利克东南部的北大西洋游弋，从此再未归航。从8月27日起，该艇加入“藩侯”狼群作战，试图根据时任U艇首长卡尔·邓尼茨制定的集群战术，寻求与盟军的护航船队作战，并击沉2艘英国商船：9月11日02:45，SC-42号护航队中分别身处111号阵位的斯通普尔号（Stonepool）和身处112号阵位的贝鲁里号（Berury）均在法韦尔角以东遭鱼雷击沉。德方没有提供此次袭击的报告，但施袭者很可能是U-207号，因为该艇数小时后也遭护航部队击沉。
午后不久，英国皇家空军海岸司令部飞机报称SC-42号护航队前方有一艘U艇，遂派出两艘驱逐舰利明顿号和老兵号前往侦察。13:00，两舰均在昂马沙利克东南方向的丹麦海峡发现U-207号，进而加速至22節（41每小時）驶近。迈尔下令紧急下潜，但为时已晚，利明顿号和老兵号都使用潜艇探索器迅速锁定了潜艇。在三次有针对性、执行良好的攻击中，它们在63°59′N 34°48′W / 63.983°N 34.800°W处合共投下21枚深水炸弹。由于没有确凿的沉没证据，此事在战争期间并未得到承认，惟U-207号在遇袭后消失无踪，艇内41名官兵全数阵亡。战后，英国海军部才将该艇的沉没归功于这两艘驱逐舰。

## 袭击历史摘要
| 日期          | 船名       | 船籍 | 吨位  | 结局 |
| ------------- | ---------- | ---- | ----- | ---- |
| 1941年9月11日 | 斯通普尔号 | 英国 | 4,803 | 击沉 |
| 1941年9月11日 | 贝鲁里号   | 英国 | 4,924 | 击沉 |

## 脚注
1. ↑  威廉生，第11頁.
2. ↑  加洛普，第74頁.
3. 1 2  Gröner 1991，第43–46頁.
4. ↑  加洛普，第72頁.
5. 1 2  . U-Boot-Archiv.   [2025-06-26].
6. 1 2 3  Helgason, Guðmundur. . German U-boats of WWII - uboat.net.   [2025-06-26].
7. ↑  Högel，第74頁.
8. ↑  Helgason, Guðmundur. . German U-boats of WWII - uboat.net.   [2025-06-26].
9. ↑  Helgason, Guðmundur. . German U-boats of WWII - uboat.net.   [2025-06-26].
10. ↑  Blair，第433頁.
11. ↑  Helgason, Guðmundur. . German U-boats of WWII - uboat.net.   [2025-06-26].